# 아구상어

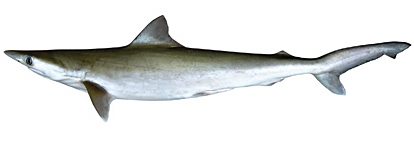

아구상어(학명:Scoliodon laticaudus)는 흉상어목 흉상어과에 속하는 물고기이다. 몸길이는 2m로 상어에서는 중형인 어종에 속한다.

## 특징과 먹이
아구상어는 몸이 방추형으로 길고 머리는 넓으며 평평하다. 몸의 빛깔은 옆줄을 기점으로 등쪽은 푸른색을 바탕으로 연한 갈색이 같이 섞여 있으며 배쪽은 흰색 바탕에 노란색을 띄고 있는 특징이 있다. 아구상어는 다른 상어와는 달리 숨을 쉴 때 물을 들이마시는 기관인 분수공이 없다. 눈에는 순막이 있어서 눈을 보호하는 역할을 하며 입술의 주름은 퇴화되어 흔적만 남아 있고 윗입술주름과 아랫입술주름은 길이가 거의 같다. 등지느러미는 2개이며 제1등지느러미가 매우 크고 제2등지느러미는 작으면서 꼬리지느러미의 바로 앞쪽에 위치한다. 꼬리지느러미는 반달 모양이지만 위쪽의 상엽에 움푹하게 패인 홈의 결각이 있다. 각 이빨은 바깥 언저리에 깊고 둥근 홈이 있으며 위턱에 1개, 아래턱에 2개의 중앙이뻘이 있다. 사람에게 해를 끼칠 수가 있는 상어이지만 황소상어와는 달리 사람에 대한 공격의 빈도는 낮다. 먹이로는 멸치, 청어, 꽁치, 도미, 정어리 등의 어류들과 갑각류, 오징어와 같은 두족류를 주로 잡아먹는 육식성물고기에 속한다.

## 서식지
아구상어의 주요한 서식지는 서부와 남부 태평양, 인도양이며 대한민국의 남해, 일본, 대만, 인도네시아, 싱가포르, 피낭섬, 홍해, 동아프리카까지 광범위하게 서식하는 어종이다. 수심 80~120m의 대륙붕으로 구성된 연안이나 산호초에 주로 서식하는 표해수대의 어류이다.

## 같이 보기
- 흉상어목
- 흉상어과